# Дуга (упряж)

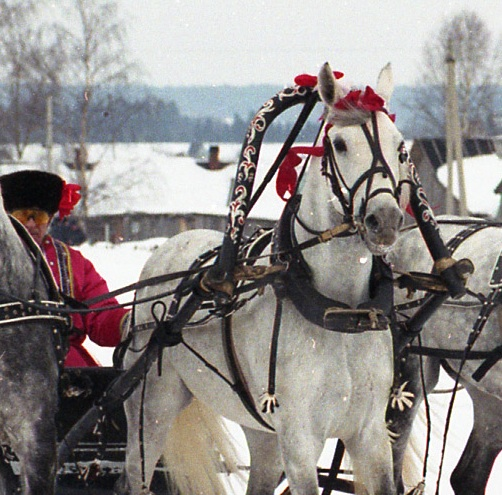
Дуга на російській тройці

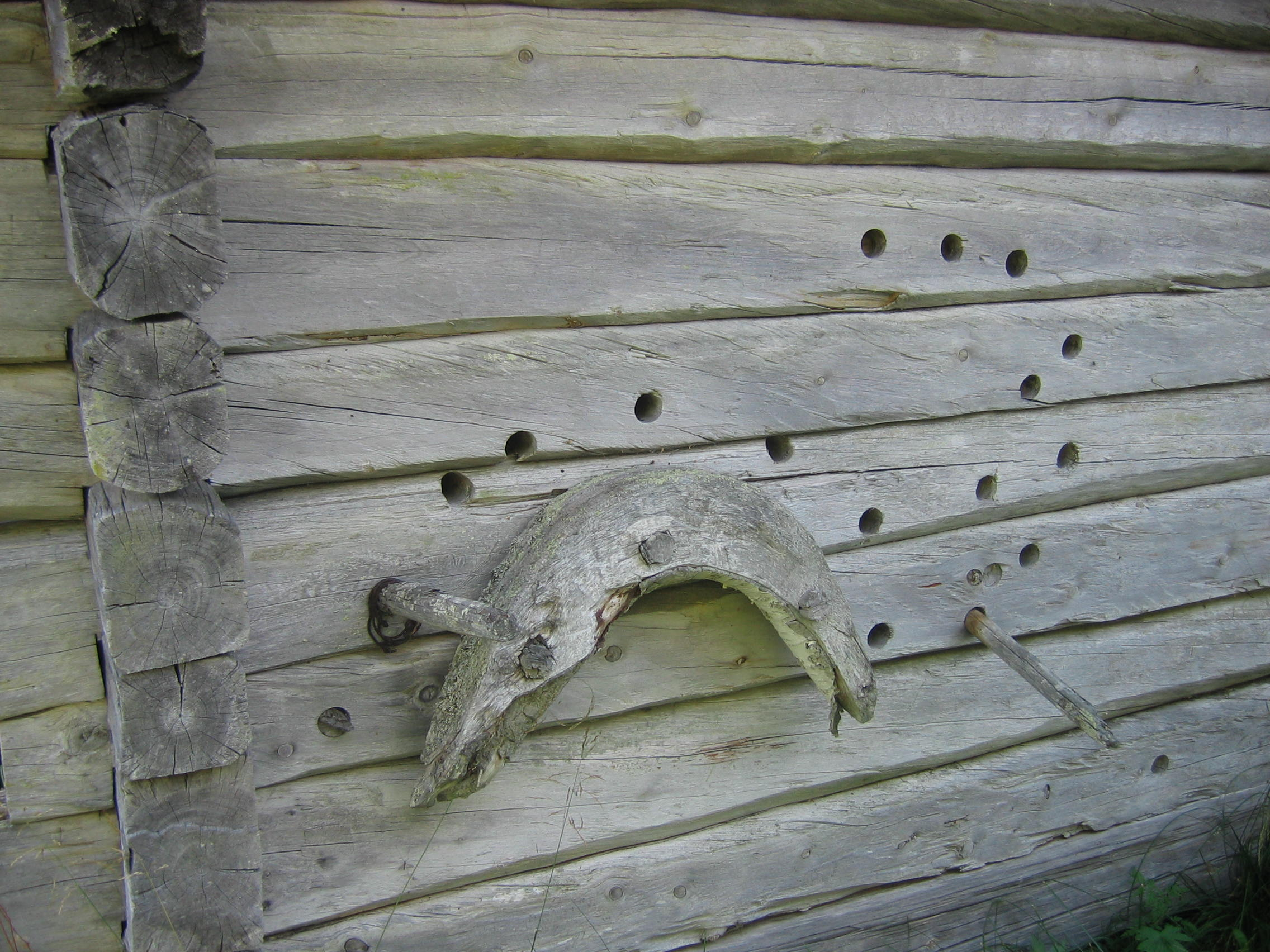
Станок для гнуття дуг. Фінляндія

Дуга́ — частина кінської упряжі з зігнутого тонкого стовбура дерева, яка служить для прикріплення голобель до хомута. Є характерним елементом голобельно-дугового («російського») запрягу.

## Історія
На думку фінського етнографа й історика Кусти Вількуни, перші свідчення використовування дуги належать до Фінляндії і Естонії. У стародавніх піснях і «Калевалі» дуга згадується досить часто, а перший задокументований запис датований 1430-ми роками. В Естонії дуги згадуються з 1494 року, а в російських інвентарних записах дуги з'являються (згідно з Річардом Геллі) в XVII столітті.
Ф. Вовк вважав, що дуга має фінське походження і на територію України потрапила чи через Білорусь, чи прямо від росіян.

## Використання
Дуга з'єднує через гужі хомут з голоблями, виконуючи відразу кілька функцій: розносить голоблі вбоки від корпусу коня, служить амортизатором (гасить поштовхи голобель на нерівностях дороги), запобігає вивертанню кліщів хомута назад. Розміри дуги: ширина між кінцями — 1-1,2 м, висота без врахування товщини — 0,55-0,6 см. Виїзна дуга має вагу — 1,5-2 кг, ломова — 4-5 кг.
Виготовляють дугу переважно з верби, в'яза, дуба, білої акації. Якщо дугу планується використовувати в районах з м'яким кліматом (із зимовою температурою не нижче -10 °C), можна взяти деревину черемхи. Заготовка розпарюється (у крайньому разі вимочується) і згинається в спеціальному станку. Кінці дуги зв'язуються і вона висушується протягом місяця. Готові дуги можуть прикрашати різьбленням і розписом.
Під дугою може кріпитися кільце для дзвоника (у російських діалектах було відоме як зга). У тройці на кільці кріпився чумбур підпряжного коня.
При запряганні кінці дуги вставляються в петлі обох гужів, попередньо обведених поверх відповідних голобель; завдяки своїй пружності дуга відтягає гужі з голоблями вбоки.